# Будапештский филармонический оркестр
Будапештский филармонический оркестр (венг. Budapesti Filharmóniai Társaság) — старейший симфонический оркестр Венгрии, базирующийся в Будапеште. Был основан в 1853 году и дал свой первый концерт 20 ноября.
Оркестр был создан по образцу Венского филармонического оркестра из музыкантов будапештского Национального театра. Первым руководителем оркестра стал известный венгерский композитор Ференц Эркель. Среди важнейших событий в истории оркестра — премьера первой редакции Первой симфонии Густава Малера (под ранним названием Симфоническая поэма в двух частях) 20 ноября 1889 в Будапеште под управлением композитора.

## Руководители оркестра
- Ференц Эркель (1853—1871)
- Ганс Рихтер (1871—1875)
- Шандор Эркель (1875—1900)
- Иштван Кернер (1900—1918)
- Эрнё Донаньи (1918—1943)
- Янош Ференчик (1960—1967)
- Андраш Короди (1967—1986)
- Эрих Бергель (1989—1994)
- Рико Саккани (1997—2005)
- Дьёрдь Дьёриваньи Рат (2011—2014)
- Пинхас Штейнберг (с 2014)